# La piedra de toque
La pietra del paragone (La piedra de toque) es una ópera, o melodramma giocoso en dos actos con música de Gioachino Rossini y libreto en italiano de Luigi Romanelli. Se estrenó en el Teatro de La Scala, Milán, el 26 de septiembre de 1812. Fue el primer encargo del compositor de un gran teatro de ópera y fue un éxito inmediato, siendo representada 53 veces durante la primera temporada.
Esta ópera se representa muy poco. En las estadísticas de Operabase aparece con sólo 5 representaciones en el período 2005-2010.